# ويليس كروكت
ويليس كروكت (بالإنجليزية: Willis Crockett)‏ هو لاعب كرة قدم أمريكية أمريكي، ولد في 25 أغسطس 1966 في دوغلاس في الولايات المتحدة.

## وصلات خارجية
- ويليس كروكت على موقع مرجع كرة القدم المحترفة.كوم (الإنجليزية)